# عملیات نیزه سیاه
عملیات نیزه سیاه (عربی: عملية السهم الأسود) یک عملیات نظامی اسراییل بود که در غزه؛ زمانیکه اداره امور دست مصر بود؛ در ۲۸ فوریه ۱۹۵۵ انجام گرفت. در این عملیات هدف ارتش مصر بوده‌است و در خلال این عملیات ۳۸ سرباز مصری و ۸ سرباز اسراییلی کشته شدند.